# Argyractis lulesalis
Argyractis lulesalis là một loài bướm đêm trong họ Crambidae.